# Visvesvaraya National Institute of Technology
Visvesvaraya National Institute of Technology (VNIT), tidigare känt som Visvesvaraya Regional College of Engineering (VRCE), är en teknisk högskola i Nagpur i Indien. 
Skolan etablerades i juni 1960 och fick sitt namn efter ingenjören och statsmannen Sir M. Visvesvaraya.